# Sewerian Baranyk
Sewerian Baranyk OSBM (ukr. Степан Северіян Бараник, trans. Stepan Sewerian Baranyk, ur. 18 lipca 1889 w Uhnowie, zm. pod koniec czerwca 1941 w Drohobyczu) – duchowny greckokatolicki, męczennik, błogosławiony Kościoła katolickiego.
W 1903 roku wstąpił do zakonu bazylianów, święcenia kapłańskie przyjął w 1915. Poświęcił się pracy z młodzieżą i sierotami. Aresztowany przez NKWD 26 czerwca 1941  roku, jego ciało znaleziono po ustąpieniu Sowietów w więzieniu w Drohobyczu.
Beatyfikowany 27 czerwca 2001 roku we Lwowie przez papieża Jana Pawła II w grupie 27 nowomęczenników greckokatolickich.